# Robert G. Edwards
Robert Geoffrey Edwards, CBE (n. 27 septembrie 1925, Batley, Anglia, Regatul Unit – d. 10 aprilie 2013, Cambridge, Anglia, Regatul Unit) a fost un fiziolog britanic, pionier al medicinei reproducerii, în principal al fertilizării in-vitro. Împreună cu chirurgul Patrick Steptoe, Edwards a reușit în premieră concepția prin intermediul fertilizării in vitro, ceea ce a dus la nașterea primului copil conceput prin acest procedeu, Louise Brown, la 25 iulie 1978. Edwards a primit Premiul Nobel pentru Fiziologie sau Medicină „pentru dezvoltarea fertilizării in vitro”.